# NGC 4958
NGC 4958 est une galaxie lenticulaire vue par la tranche et située dans la constellation de la Vierge. Sa vitesse par rapport au fond diffus cosmologique est de 1 782 ± 25 km/s, ce qui correspond à une distance de Hubble de 26,28 ± 1,88 Mpc (∼85,7 millions d'al). NGC 4958 a été découverte par l'astronome germano-britannique William Herschel en 1786.

## Distance de NGC 4958
À ce jour, sept mesures non basées sur le décalage vers le rouge (redshift) donnent une distance de 12,014 ± 6,857 Mpc (∼39,2 millions d'al), ce qui est à l'extérieur des valeurs de la distance de Hubble. Notons que c'est avec la valeur moyenne des mesures indépendantes, lorsqu'elles existent, que la base de données NASA/IPAC calcule le diamètre d'une galaxie.
Toutes les galaxies du groupe de NGC 4697, à l'exception de deux (UGCA 310 et MCG -1-33-82) présentent des distances de Hubble qui sont supérieures aux distances obtenues par des méthodes indépendantes du décalage vers le rouge. La distance de Hubble moyenne des galaxies est égale à 25,3 ± 2,5 Mpc (∼82,5 millions d'al) et celle des 15 galaxies qui ont trois mesures indépendantes et plus est de 17,4 ± 4,1 Mpc (∼56,8 millions d'al). Selon ces deux valeurs, ce groupe se dirige vers le centre de l'amas de la Vierge en direction opposée de la Voie lactée.

## Groupe de NGC 4697
NGC 4958 fait partie du groupe de NGC 4697. Ce groupe de galaxies compte au moins 19 galaxies dont NGC 4697, NGC 4731, NGC 4775, NGC 4941, NGC 4948, NGC 4951 et IC 3908.
Le groupe de NGC 4697 fait partie de l'amas de la Vierge.